# Tongping (köpinghuvudort i Kina, Jiangxi Sheng, lat 27,25, long 114,92)
Tongping är en köpinghuvudort i Kina. Den ligger i provinsen Jiangxi, i den sydöstra delen av landet, omkring 180 kilometer sydväst om provinshuvudstaden Nanchang. Antalet invånare är 34 606. Befolkningen består av 16 452 kvinnor och 18 154 män. Barn under 15 år utgör 21,0 %, vuxna 15-64 år 70 %, och äldre över 65 år 7,0 %.
Runt Tongping är det mycket tätbefolkat, med 1 632 invånare per kvadratkilometer. Närmaste större samhälle är Jizhou, 13,7 km sydost om Tongping. Trakten runt Tongping består till största delen av jordbruksmark.
Genomsnittlig årsnederbörd är 2 038 millimeter. Den regnigaste månaden är maj, med i genomsnitt 329 mm nederbörd, och den torraste är oktober, med 26 mm nederbörd.